# Station Eastleigh
Eastleigh is een spoorwegstation van National Rail in Eastleigh in Engeland. Het station is eigendom van Network Rail en wordt beheerd door South Western Railway. 